# 宁波来福士广场
宁波来福士广场（英語：Raffles City Ningbo）是一座位于宁波的大型商业中心。

## 历史
2012年9月29日建成开业，由凯德置地集团开发建造，英国建筑事务所SPARK设计，共有19层，总建筑面积157,000平方米，占地面积27,899平方米。位于浙江省宁波市江北区大庆南路99号，东临大闸南路，南靠大庆南路，北至新义路，西接江安路。

## 交通
- 宁波轨道交通2号线外滩大桥站